# 임상기기학
임상기기학은 임상화학의 총론으로 볼 수 있다. 생화학, 임상화학, 유기화학등 여러 화학분야에서 분석과 측정에 필요한 모든 기기들에 대한 학문이다.

## 같이 보기
- 임상병리학
- 임상화학